# Черняк Микола Каленикович
Микола Каленикович Черняк (* 1941, Миропіль — † 2006, Любешів) — український поет, журналіст.

## Біографія
Микола Каленикович Черняк народився 25 серпня 1941 року у містечку Миропіль Житомирської області.
Під час окупації Мирополя німецькими військами родина Миколи Черняка була взята в заручники й мало не була розстріляна, включаючи самого кількамісячного Миколу. Батько Каленик Черняк, сільський комуніст, добровільно повернувся до дому, щоб обмінятися з членами своєї сім'ї у німецькій тюрьмі. Втекти з тюрми батькові допоміг місцевий староста, який був зв'язаний з підпіллям.
Після закінчення десятого класу середньої школи відслужив у лавах Радянської армії.
Працював військовим журналістом у газетах Житомирської області. У 60-х роках переїхав на роботу до смт. Любешів, де спочатку працював інструктором райкому партії, далі — понад 15 років — заступником редактора місцевої районної газети «Нове життя».
Заочно закінчив Львівський державний університет, факультет славістики.
Автор поетичних збірок «Молочай» (1998) та «Пісня з лелечого крила» (2002). Деякі вірші Черняка покладено на музику білоруськими та українськими композиторами. Його вірші перекладено білоруською, польською та російською мовами.
Також ним здійсено значний внесок у розвиток краєзнавства Любешівщини.
Помер 6 липня 2005 року. Похований у Любешові.

## Твори

### Збірки віршів
- Молочай (1998)
- Пісня з лелечого крила (2002)

### Публікації віршів у пресі
- Спогад. Газ. «Нове життя», 18 жовтня 1984 р., с. 4.
- Березень. Газ. Нове життя, 30 березня 1985 р.
- Першій вчительці. Газ. Нове життя, 2 листопада 1985 р., с. 4.
- Тоболи. Газ. «Нове життя», 27 березня 1988 р., с. 4
- Розповідь товариша. Газ. «Нове життя»,19 лютого 1991 р.
- Зюзя. Газ. Нове життя, 24 листопада 1993 р., с. 3.

### Журналістика (деякі матеріали)
- … І щирість серця. Газ. Нове життя, 18 серпня1984 р., с. 4.
- Історія одного обеліска. Газ. Нове життя, 2 жовтня 1984 р., с. 2.
- Від Прип'яті до Ельби. Газ. Нове життя, 25 жовтня 1984 р., с. 2, 3.
- Обпалені літа. Газ. «Нове життя», 13 грудня 1984 р., с. 2.
- Відгомін далеких літ. Газ. Нове життя, 5 лютого 1985 р., с. 2.
- Урок… для вчителів. Газ. Нове життя 15 жовтня 1985 р., с. 3.
- Олександр Блок на Поліссі. Газ. Нове життя, 14 червня 1986 р., с. 2, 3.
- Закривавлена совість. Газ. Нове життя, 27 вересня 1986 р., с. 3.
- «Себе перемогти…» Про Тадеуша Костюшка. Газ Нове життя, № 70, 71 73, 74 1987 р.
- «Вінчає долю пізній дзвін», Газ. «Нове життя», 26 листопада 1991 р., с. 4.
- «Бо нива ця моя…» Газ. Нове життя 7 вересня 1996 р., с. 1, 2.
- Давнє пожарище обпікає душу. Газ. Волинь, 31 січня 2004 р. [Архівовано 10 листопада 2007 у Wayback Machine.]

## Деталі біографії
Багатодітна родина матері Миколи Черняка мала також чотирьох доньок (Наталка, Любов, Надія, Антоніна) та старшого брата Степана.
Старша сестра Наталка (1924 р.н.) як остарбайтер була відправлена на примусові роботи до Німеччини у 1942 р.
Найближчою людиною з дитинства Микола Черняк вважав свого діда, спадкового реєстрового козака Сергія Місієва, учасника Першої світової війни. Батько Миколи — Каленик — також брав участь у Першій світовій війні, був контужений у волинських лісах під час відомого Брусиловського прориву в серпні 1916 р.
Виступати на сцені та писати вірші Микола Черняк почав з шкільних років. Маючи від природи ідеальну пам'ять, під час служби в лавах Радянської армії 1959—1961 (ракетні війська стратегічного призначення в Забайкаллі) був прикомандирований до особливого відділу як шифрувальник.